# Mathias Abel
Mathias Abel (Kaiserslautern, 1981. június 22. –) német labdarúgóhátvéd.